# Pio XII e Alcide De Gasperi. Una storia segreta
Pio XII e Alcide De Gasperi. Una storia segreta è un saggio di Andrea Riccardi.

## Trama
Poche pagine, ma di particolare interesse per lo squarcio di vita politica rappresentato dalle elezioni amministrative del comune di Roma tenutesi nel 1952. Il timore di Pio XII per l'avvento di una amministrazione di sinistra nella città e il progetto di quella che fu definita l'«operazione Sturzo», cioè la creazione di una lista civica con a capo il sacerdote e apparentata con le destre e i monarchici. Alcide De Gasperi vede in modo lucido il pericolo rappresentato da una simile operazione, che spaccherebbe in due i voti destinati alla Democrazia Cristiana e creerebbe grave imbarazzo per gli elettori antifascisti e repubblicani.
Le pressioni non si limitano alla persona di De Gasperi, ma arrivano alla moglie Francesca, dalla quale si reca padre Riccardo Lombardi, soprannominato «il megafono di Dio» per la sua irruente oratoria, e in una discussione dai toni anche aspri – al punto da sollecitare l'attenzione dei carabinieri che erano a guardia della casa dello statista – cerca di convincerla a fare pressioni sul marito. Gli interventi di Lombardi furono numerosi – si recò, accompagnato da Guido Gonella, anche dallo stesso De Gasperi il 17 aprile del '52 – ma il presidente del Consiglio fu irremovibile nella sua convinzione che l'unico vero argine a un'eventuale avanzata delle sinistre fosse un voto compatto dei cattolici e dei moderati per la DC.
Diverso contenuto ebbero gli incontri tra De Gasperi e mons. Pietro Pavan, che si tennero prima e dopo la vicenda Sturzo. Pavan, studioso di dottrina sociale cattolica, era stato chiamato a Roma alla fine del 1945 da Montini per essere assistente dell'ICAS (Istituto Cattolico di Azione Sociale) e segretario permanente delle Settimane Sociali, le grandi riunioni del cattolicesimo sui problemi politico-sociali. Più tardi il nome di Pavan sarà legato alla collaborazione con Giovanni XXIII per la stesura delle encicliche «Mater et Magistra» e «Pacem in terris». Il dialogo tra i due personaggi è disteso, pur restando entrambi nelle proprie convinzioni, e Pavan esprime un giudizio positivo sul De Gasperi uomo politico – poco incline a credere nella forza repressiva e moralizzatrice delle leggi – e cattolico. È questo il periodo in cui si dispiega tutta l'opera di De Gasperi che con Montini è il più convinto fautore di una stretta unità dei cattolici nella Dc con la netta emarginazione delle frange sia di destra sia di sinistra, con i dossettiani in particolare. Lo statista e il futuro papa sono ben consapevoli, infatti, che solo tale unità ha consentito la vittoria della Democrazia Cristiana nel '46 e nel '48. Tutto ciò però non evita del tutto il pericolo della nascita di un partito cattolico di destra, dal quale ci si attendeva una più incisiva lotta contro i comunisti: lo scrive lo stesso De Gasperi a Mario Scelba dopo la mancata operazione Sturzo, ed è con questa minaccia che il Vaticano fa pressioni sul presidente del Consiglio.
Peraltro, le critiche alla poca incisività della lotta anti-comunista erano cresciute proprio dopo la vittoria del 18 aprile 1948, che aveva dato alla Dc una forte maggioranza, perché l'atteggiamento di De Gasperi nel non dare alla società un'impronta fortemente cattolica e anticomunista appariva inspiegabile ai vertici della Chiesa. A grandi linee si può dire che in Vaticano fossero presenti diversi atteggiamenti nei confronti della questione politica Italiana, che andavano da una posizione di distacco e di minor intervento propugnata da mons. Domenico Tardini, collaboratore di Pio XII per le questioni internazionali e politiche, a quelle di mons. Montini fermo sostenitore della Dc, all'ala politicamente più a destra, rappresentata dal segretario del Sant'Uffizio, cardinale Alfredo Ottaviani – il «carabiniere della Chiesa» – principale artefice della scomunica ai comunisti del 1949. Altro personaggio politicamente esposto è mons. Roberto Ronca, grande tessitore di contatti politici, costruttore di organizzazioni politico-religiose come Civiltà Cattolica, e antico avversario di Montini, sin dai tempi della FUCI, al quale rimproverava le aperture alla «modernità» che gli apparivano al limite dell'ortodossia cattolica. Secondo alcuni fu proprio Ronca a concepire «l'operazione Sturzo» accolta con favore da Pio XII. La nomina di Montini ad arcivescovo di Milano, avvenuta nel 1954, fu letta come una vittoria del partito romano più intransigente e una punizione - ovviamente "vellutata", nello stile della Chiesa, perché lo si poneva alla guida della diocesi più prestigiosa d'Europa - per il prelato, almeno stando a quanto fu detto da suor Pascalina allo stesso padre Lombardi. Montini, peraltro, non entrò a far parte del collegio cardinalizio per la nomina del successore di Pio XII, perché questo papa non tenne più concistori.
L'operazione Sturzo s'inquadra anche in un particolare periodo della politica italiana, poiché sta per essere approvata la legge Scelba e lo stesso mons. Ronca fa pressioni su De Gasperi perché rinunci a una legge specifica contro la ricostruzione del partito fascista, ma si indirizzi verso una più generica forma “contro il totalitarismo”, che avrebbe interessato anche i comunisti e che quindi si sarebbe svuotata della carica contro il Movimento Sociale. La legge, anche se poi largamente inattuata, fu approvata nella formulazione originale e fu un'ulteriore vittoria di De Gasperi sulle pressioni vaticane.
Il 7 dicembre 1951 mons. Pietro Pavan incontra De Gasperi, al quale espone le preoccupazioni del papa sul pericolo comunista e la necessità di leggi più incisive e restrittive per la stampa, e si sofferma sul problema della disoccupazione, che riguarda vasti settori della popolazione. La risposta di De Gasperi è ancora una volta ferma, e sottolinea con chiarezza l'impressione che il papa sia informato solo sugli aspetti negativi dell'azione di governo, mentre molti progressi sono stati fatti in ogni settore. In questi colloqui, fra l'altro, De Gasperi si dice consapevole della forza acquisita dal partito comunista, ma fa notare la debolezza, anche finanziaria, della DC, alla quale occorrono 180 milioni il mese per far lavorare il partito: «non si sa come raccattarli, dato che rubare non si può, né stornare fondi dalle casse dello Stato, che del resto sono sempre in secca». Lo statista osserva anche come sia impossibile mettere i comunisti fuori legge, visto che costituiscono una parte così considerevole del paese, e un simile atto rappresenterebbe la guerra civile. Il Pavan ribatte che è il comunismo il vero pericolo per la democrazia in Italia e per la Chiesa, e non il neofascismo, nel combattere il quale il governo sembra più impegnato, ed è questa la classica obiezione e posizione del Vaticano di quegli anni.
I rapporti tra Pavan e De Gasperi riprendono l'agosto successivo, dopo la vittoria della DC nelle elezioni amministrative romane, e hanno soprattutto lo scopo di sbloccare la situazione di stallo che si era venuta a creare tra la DC e il Vaticano. De Gasperi insiste sul valore della centralità della politica della Democrazia Cristiana, «una linea di centrosinistra con aperture a destra», definizione che riletta oggi appare l'antesignana delle «convergenze parallele» di circa trent'anni dopo. Pavan propone a De Gasperi un incontro diretto col pontefice, senza intermediari, ma in realtà già all'inizio di giugno De Gasperi aveva chiesto un'udienza al papa per sé e per sua moglie in occasione della professione solenne di sua figlia suor Lucia e dell'anniversario del suo matrimonio. La risposta data a tale richiesta, fatta a Montini dall'ambasciatore in Vaticano Mameli, era stata negativa, poiché si «riteneva che il momento non fosse «propizio». In altri termini, il Papa riteneva che tale visita, dopo la vittoria elettorale alle amministrative, potesse essere interpretata come un compiacersi pubblicamente di questa da parte del Vaticano, e non voleva dar l'impressione che la DC dipendesse da questo. Era un atto di freddezza da parte di Pio XII, che in De Gasperi determina un atteggiamento prudente davanti alla proposta di Pavan, anche se questa non poteva non provenire dallo stesso papa e voleva essere, in qualche modo, riparatoria del precedente diniego. Un incontro diretto tra Pio XII e lo statista trentino non sarebbe però mai avvenuto.

## Edizioni
- Andrea Riccardi, Pio XII e Alcide De Gasperi. Una storia segreta, collana Il Nocciolo, Laterza, 2003,  p. 98, ISBN 88-420-6833-0.